# Xã Walnut, Quận Brown, Kansas
Xã Walnut (tiếng Anh: Walnut Township) là một xã thuộc quận Brown, tiểu bang Kansas, Hoa Kỳ. Năm 2010, dân số của xã này là 592 người.